# Amadeu I de Genebra
Amadeu I de Genebra (1098 — 1178) foi conde de Genebra, tendo sucedido ao seu pai no governo do condado em 1128 -. foi conde de Genebra por volta do ano 1178. Foi filho de Aimão I de Genebra, conde de Genebra e de Ida Faucigny.

## Biografia
Durante a sua vida foi acrescentada a cidade de Annecy aos seus territórios, aumentado assim o poder do condado.
Procurou a proteção da Casa de Zähringen, após perder os direitos sobre os bispados de Sion, Lausana e Genebra, concedido pelo imperador Frederico Barbarossa em 1156 a favor de Bertoldo IV do Zähringen. No entanto o Papa Alexandre III toma sob o seu cuidado o bispo de Lausanne, bem como as suas pretensões temporais, diminuindo assim o poder Duque de Zähringen. Os três bispos no entanto mantem a sua autonomia.
Em 1162, Amadeu deu o uso da terra de Vaud e as florestas que lhe pertenciam na área à Abadia de Hautcrêt.
Também, em 1178 doou, aos cânones do capítulo da Catedral de Genebra as vinhas e dízimos coletados em Bossey.

## Relações familiares
Filho de Aimão I de Genebra (?- 1128) e de Ida Faucigny, filha de Luís I de Faucigny, Senhor de Faucigny e de Thetberge de Rheinfelden. Casou por duas vezes, a primeira com Matilde de Cuiseaux, senhora da Cuiseaux, e filha de Hugo I de Cuiseaux, de quem teve:
1. Guilherme I de Genebra (1132 — 1196) foi casado com Margaret Beatriz de Faucigny de quem teve dois filhos.

De um segundo casamento, em 1137, com Beatriz de Domène, senhora de Domène, e filha de Pierre Ainar de Domène, teve :
1. Amedeu de Gex que será Senhor de Gex.
2. Beatriz de Genebra casada com Henrique de I de Faucigny, barão de Faucigny.
3. Margarida de Genebra (1160 -?), condessa de Genebra e Senhora de Clermont que casou com Henrique I de Faucigny (1155 - 1197), barão de Faucigny.